# AKB48: 끝나지 않을 이야기
《AKB48: 끝나지 않을 이야기》(DOCUMENTARY of AKB48 to be continued 10年後、少女たちは今の自分に何を思うのだろう? 10년 후, 소녀들은 지금의 자신을 어떻게 생각할까?[*])는 2011년 1월 22일에 개봉된 일본의 다큐멘터리 영화이다. 캐치프레이즈는 〈AKB48의 현재 그리고 미래를 그린 다큐멘터리가 지금 당신 곁으로!〉. 대한민국에는 2011년 제15회 부천국제판타스틱영화제에서 상영됐다.

## 설명
아이돌 그룹 AKB48의 2010년 1년간의 활동을 다룬 다큐멘터리 작품이다. 팀 A, 팀 K, 팀 B 세 팀의 멤버 교체와 마에다 아츠코에서 오오시마 유코로 센터 교체된 싱글 선발 총선거, AKB48 극장 5주년 기념 공연 등 활동과 무대의 밀착 영상과 마에다 아츠코. 오오시마 유코, 카시와기 유키, 다카하시 미나미 등 선발 멤버 15명의 솔직한 인터뷰로 구성되어 있다.
《러브 레터》의 이와이 슌지 감독이 이그제큐티브 프로듀서를 맡았으며 이와이 슌지 밑에서 라디오 드라마 《라세 할스트롬이 발음이 안돼》 (ラッセ・ハルストレムがうまく言えない)로 각본가로 데뷔해 사토 타케루, 우에노 주리의 DVD 연출을 거쳐, 2009년 《천사의 사랑》으로 첫 감독을 맡은 칸치쿠 유리가 감독했다. 촬영에는 1000개 이상의 테이프가 사용됐다.

## 제작진
- 감독: 칸치쿠 유리
- 이그제큐티브 프로듀서: 이와이 슌지
- 기획: 아키모토 야스시
- 제작: 이와이 슌지 외
- 주제가: AKB48 〈소조타치요〉 (少女たちよ)
- 편집: 칸치쿠 유리
- 기획·제작: 록웰 아이즈
- 제작사: AKS, 도호, NHK 엔터프라이즈, 록웰 아이즈

## 관련 작품
- 〈사쿠라노 시오리〉: AKB48의 15번째 싱글로 합창 형식의 졸업 노래이다. 이와이 슌지가 뮤직 비디오 연출을 담당했으며 이를 계기로 이와이 슌지가 이 영화의 이그제큐티브 프로듀서를 담당했다.
- 《Documentary of AKB48: 1밀리 앞의 미래》: 영화 개봉에 앞서 NHK 종합 텔레비전에서 2011년 1월 8일에 방송된 프롤로그성 TV 다큐멘터리이다. 영화와 같이 2010년 AKB48를 밀착했으나 여기서는 팀 K의 중심 멤버였던 오노 에레나의 졸업도 다루어졌다. 팀 A 캡틴 다카하시 미나미가 내래이션을 담당했으며 영화 DVD의 특전 영상으로 감독판이 수록됐다.